# Ścieki bytowe
Ścieki bytowe – ścieki z budynków mieszkalnych, zamieszkania zbiorowego oraz użyteczności publicznej powstające w wyniku ludzkiego metabolizmu lub funkcjonowania gospodarstw domowych oraz ścieki o zbliżonym składzie pochodzące z tych budynków.